# Surtningssue
Surtningssue, også kaldt Surtningssui, er et bjerg som ligger i den østlige del af Jotunheimen, på grænsen mellem kommunerne Lom og Vågå. Surtningssue består af flere toppe med smalle og luftige partier mellem.
Surtningssue nås lettest fra Memurubu ved den nordlige bred af søen Gjende.
Toppen blev første gang besteget af Johan Sverdrup i 1840.